# Предраг Ласица
Предраг Ласица Пеки (Пале, 6. август 1955 — Пале, 25. јуни, 2003) био је градоначелник Града Источно Сарајево (од 2000. до јуна 2003). Обављао је и дужност председника Скупштине Града Српско Сарајево, као и дужност председника Скупштине општине Пале (1997 — 1998).

## Живот
Предраг (Војислав) Ласица потиче из угледне паљанске породице, дјетињство је провео на Палама, гдје је завршио основну и средњу школу. Дипломирао је на Пољопривредном факултету Универзитета у Сарајеву 1977. године. Звање магистра је стекао 1998. године на Пољопривредном факултету Универзитета у Српском Сарајеву, гдје је постављен за вишег асистента. У вријеме СФР Југославије, био је директор Пољопривредног добра Бутмир, Сарајево.
Предраг Ласица је био учесник отаџбинског рата од 1992. до 1996. године. Након рата обавља функцију предсједника Скупштине општине Пале (1997-1998), а након тога изабран је на мјесто предсједника Скупштине града Српско Сарајево. Функцију предсједника је обављао двије године. Од 2000. године именован је на мјесто Градоначелника Српског Сарајева, гдје га затиче смрт 25. јун 2003. године.
Један је од оснивача Агенције за економски развој сарајевске регије (СЕРДА).
Био је спортски радник, активни фудбалер ФК Романије Пале и члан Смучарског клуба Романија, Пале. Као функционер, дао је велики допринос развоју спорта у Источном Сарајеву. Највеће заслуге му се приписују за почетак изградње спортске дворане на Палама, чији завршетак није доживио. Становници Пала предлажу да дворана буде названа у име Предрага Ласица - Спортска дворана Пеки. На предлог градоначелника Града Срајева, Предраг Ласица је учествовао у разговорима за евентуалну кандидатуру регије за домаћинство ЗОИ 2010.
Преминуо је у родним Палама 25. јуна 2003. у 47. години живота. Сахрањен је 26. јуна 2003. године уз највише државне, војне и вјерске почасти на Палама. Опело је служио митрополит Николај Мрђа са свештенством сарајевског намјесништва, на сахрани се окупило више стотина суграђана, као и читав државни врх Републике Српске. Поводом његове смрти, у Српском Сарајеву је 26. јуна 2003. проглашен дан жалости.
Иза њега су остали супруга Вишња, кћерка Наталија и син Александар Ласица.

## Признања
Носилац је више признања:
- Указом Предсједника Републике Српске добио је чин потпоручника у Паљанском батаљону Војске Републике Српске.
- Указом Предсједника Републике Српске Драгана Чавића, постхумно је 2005. одликован Орденом Његоша другог реда.[1][4]
- Свети архијерејски синод Српске православне цркве и патријарх српски Павле додијелио му је Орден светог Саве (Велики официр 2. реда)[1]
- Постхумно је одликован Сребреним орденом Светог Свештеномученика Петра Дабробосанског који му је додијелила Митрополија Дабробосанска.
- Општине Пале постхумно му је додијелила највише признање као захвалност за допринос и визију према свом родном мјесту.